# Lycianthes wollastonii
Lycianthes wollastonii är en potatisväxtart som först beskrevs av Herbert Fuller Wernham, och fick sitt nu gällande namn av Anthony R. Bean. Lycianthes wollastonii ingår i Himmelsögonsläktet som ingår i familjen potatisväxter. Inga underarter finns listade i Catalogue of Life.